# Дискографія Within Temptation
Нідерландський симфо-метал-гурт Within Temptation випустив сім студійних альбомів, три концертні альбоми, чотири розширені п'єси та 26 синглів.

## Альбоми

### Студійні альбоми
| Назва                                                               | Деталі                                                                                     | Пікові позиції у чартах | Пікові позиції у чартах | Пікові позиції у чартах | Пікові позиції у чартах | Пікові позиції у чартах | Пікові позиції у чартах | Пікові позиції у чартах | Пікові позиції у чартах | Пікові позиції у чартах | Пікові позиції у чартах | Пікові позиції у чартах | Продажі                                                             | Сертифікації                                          |
| Назва                                                               | Деталі                                                                                     | NLD                     | AUS                     | AUT                     | BEL                     | FIN                     | FRA                     | GER                     | SWE                     | SWI                     | UK                      | US                      | Продажі                                                             | Сертифікації                                          |
| ------------------------------------------------------------------- | ------------------------------------------------------------------------------------------ | ----------------------- | ----------------------- | ----------------------- | ----------------------- | ----------------------- | ----------------------- | ----------------------- | ----------------------- | ----------------------- | ----------------------- | ----------------------- | ------------------------------------------------------------------- | ----------------------------------------------------- |
| Enter                                                               | - Випущено: 7 квітня 1997 - Лейбл: DSFA - Формати: CD, LP, компакт-касета                  | 32                      | —                       | —                       | —                       | —                       | —                       | —                       | —                       | —                       | —                       | —                       |                                                                     |                                                       |
| Mother Earth                                                        | - Випущено: 24 грудня 2000 - Лейбл: DSFA - Формати: CD, LP, касета                         | 3                       | —                       | 30                      | 3                       | —                       | —                       | 7                       | —                       | 70                      | 106                     | —                       | - GER: 200,000 - NLD: 160,000 - EU: 350,000                         | - BEA: - BVMI: - NVPI:                                |
| The Silent Force                                                    | - Випущено: 15 листопад 2004 - Лейбл: GUN - Формати: CD, LP, цифрове завантаження          | 1                       | —                       | 12                      | 4                       | 3                       | 34                      | 5                       | 28                      | 22                      | 90                      | —                       | - FIN: 18,824 - NLD: 160,000 - EU: 650,000 - UK: 60,000             | - BEA: - BPI: - BVMI: - IFPI FIN: - IFPI SWI: - NVPI: |
| The Heart of Everything                                             | - Випущено: 24 липень 2007 - Лейбл: Roadrunner - Формати: CD, LP                           | 1                       | 88                      | 12                      | 2                       | 2                       | 26                      | 5                       | 4                       | 8                       | 38                      | 106                     | - FIN: 13,291 - GER: 100,000 - NLD: 35,000 - UK: 60,000 - US: 7,000 | - BEA: - BPI: - BVMI: - NFPF: - NVPI:                 |
| The Unforgiving                                                     | - Випущено: 29 березня 2011 - Лейбл: Roadrunner - Формати: CD, LP, цифрове завантаження    | 2                       | 27                      | 7                       | 3                       | 3                       | 19                      | 7                       | 7                       | 9                       | 23                      | 50                      | - POL: 10,000 - POR: 20,000 - US: 15,000                            | - AFP: - ZPAV:                                        |
| Hydra                                                               | - Випущено: 4 лютий 2014 - Лейбл: Nuclear Blast - Формати: CD, LP, цифрове завантаження    | 1                       | 26                      | 5                       | 4                       | 2                       | 13                      | 4                       | 12                      | 2                       | 6                       | 16                      | - US: 21,000                                                        |                                                       |
| Resist                                                              | - Випущено: 1 лютий 2019 - Лейбл: Vertigo - Формати: CD, LP, цифрове завантаження          | 2                       | 13                      | 4                       | 2                       | 4                       | 22                      | 1                       | 11                      | 2                       | 15                      | 129                     | - US: 10,000 - FRA: 2,900                                           |                                                       |
| Bleed Out                                                           | - Випущено: 20 листопада 2023 - Лейбл: Force Music - Формати: CD, LP, цифрове завантаження | 2                       | —                       | 8                       | 5                       | 18                      | 43                      | 5                       | 52                      | 4                       | 69                      | —                       |                                                                     |                                                       |
| «—» позначає альбом, який не потрапив до чартів або не був виданий. |                                                                                            |                         |                         |                         |                         |                         |                         |                         |                         |                         |                         |                         |                                                                     |                                                       |

### Концертні альбоми
| Назва                                                            | Подробиці | Пікові позиції у чартах | Пікові позиції у чартах | Пікові позиції у чартах | Пікові позиції у чартах | Пікові позиції у чартах | Пікові позиції у чартах | Пікові позиції у чартах | Пікові позиції у чартах |
| Назва                                                            | Подробиці | NLD                     | AUT                     | BEL                     | FIN                     | FRA                     | GER                     | SWI                     | UK                      |
| ---------------------------------------------------------------- | --- | ----------------------- | ----------------------- | ----------------------- | ----------------------- | ----------------------- | ----------------------- | ----------------------- | ----------------------- |
| Black Symphony                                                   | - Випущено: 22 вересня 2008 - Лейбл: Roadrunner, GUN - Формати: CD, цифрове завантаження, 3LP                 | 3                       | 36                      | 16                      | 32                      | 77                      | 17                      | 25                      | —                       |
| An Acoustic Night at the Theatre                                 | - Випущено: 2 листопада 2009 - Лейбл: Roadrunner, GUN - Формати: CD, цифрове завантаження, вініл              | 4                       | 38                      | 31                      | —                       | 89                      | 46                      | 35                      | 116                     |
| Let Us Burn — Elements & Hydra Live in Concert                   | - Випущено: 14 листопада 2014 - Лейбл: BMG - Формати: CD, цифрове завантаження                                | 5                       | 75                      | 53                      | —                       | 66                      | 26                      | —                       | —                       |
| Mother Earth Tour                                                | - Випущено: 28 квітня 2023 - Записано: 29 червня — 25 серпня 2002 - Лейбл: Music on Vinyl - Формати: CD, 2×LP | 79                      | —                       | —                       | —                       | —                       | —                       | —                       | —                       |
| The Silent Force Tour                                            | - Випущено: 28 квітня 2023 - Записано: 22 липня 2005 - Лейбл: Music on Vinyl - Формати: 2×CD, 2×LP            | 66                      | —                       | —                       | —                       | —                       | —                       | —                       | —                       |
| »—" позначає альбом, який не потрапив у чарти або не був виданий | |                         |                         |                         |                         |                         |                         |                         |                         |

### Збірні альбоми
| Назва                | Подробиці | Пікові позиції у чартах | Пікові позиції у чартах |
| Назва                | Подробиці | NLD                     | BEL                     |
| -------------------- | --- | ----------------------- | ----------------------- |
| The Q-Music Sessions | - Випуск: 19 квітня 2013 (лише в Нідерландах і Бельгії) - Лейбл: Sony BMG - Формати: CD, цифрове завантаження | 5                       | 4                       |

## Мініальбоми
| Назва                                                            | Подробиці                                                                                     | Пікові позиції у чартах | Пікові позиції у чартах | Пікові позиції у чартах | Пікові позиції у чартах | Пікові позиції у чартах |
| Назва                                                            | Подробиці                                                                                     | NLD                     | FRA                     | GER                     | SWI                     | НАС                     |
| ---------------------------------------------------------------- | --------------------------------------------------------------------------------------------- | ----------------------- | ----------------------- | ----------------------- | ----------------------- | ----------------------- |
| The Dance                                                        | - Випущено: 21 червня 1998 - Лейбл: DSFA - Формати: CD, касета, LP                            | —                       | —                       | —                       | —                       | —                       |
| The Howling                                                      | - Випущено: 1 травня 2007 - Лейбл: Roadrunner - Формати: CD, цифрове завантаження             | —                       | —                       | —                       | —                       | —                       |
| Sinéad, the Remixes                                              | - Випущено: 17 жовтня 2011 - Лейбл: Armada Music - Формати: цифрове завантаження              | —                       | —                       | —                       | —                       | —                       |
| Paradise (What About Us?)                                        | - Випущено: 27 вересня 2013 - Лейбл: Sony BMG, Nuclear Blast - Формати: цифрове завантаження  | 80                      | 160                     | 81                      | 64                      | 196                     |
| And We Run                                                       | - Випущено: 23 травня 2014 - Лейбл: Sony BMG, Nuclear Blast - Формати: цифрове завантаження   | —                       | —                       | —                       | —                       | —                       |
| The Purge                                                        | - Випущено: 20 листопада 2020 - Лейбл: Force Music Recordings - Формати: цифрове завантаження | —                       | —                       | —                       | —                       | —                       |
| Shed My Skin                                                     | - Випущено: 25 червня 2021 - Лейбл: Force Music Recordings - Формати: цифрове завантаження    | —                       | —                       | —                       | —                       | —                       |
| Don't Pray for Me                                                | - Випущено: 8 липня 2022 - Лейбл: Force Music Recordings - Формати: цифрове завантаження      | —                       | —                       | —                       | —                       | —                       |
| The Aftermath                                                    | - Випущено: 25 листопада 2022 - Лейбл: Music On Vinyl - Формати: 12» LP, Picture Disc         | —                       | —                       | —                       | —                       | —                       |
| Wireless                                                         | - Випущено: 19 травня 2023 - Лейбл: Force Music Recordings - Формати: цифрове завантаження    | —                       | —                       | —                       | —                       | —                       |
| Bleed Out                                                        | - Випущено: 18 серпня 2023 - Лейбл: Force Music Recordings - Формати: цифрове завантаження    | —                       | —                       | —                       | —                       | —                       |
| Ritual                                                           | - Випущено: 29 вересня 2023 - Лейбл: Force Music Recordings - Формати: цифрове завантаження   | —                       | —                       | —                       | —                       | —                       |
| «—» позначає альбом, який не потрапив у чарти або не був виданий |                                                                                               |                         |                         |                         |                         |                         |

## Пісні без альбомів
| Сингл                                                               | Рік  | Найкраща позиція у чарті | Найкраща позиція у чарті | Найкраща позиція у чарті | Найкраща позиція у чарті | Найкраща позиція у чарті | Найкраща позиція у чарті | Найкраща позиція у чарті | Найкраща позиція у чарті | Найкраща позиція у чарті | Найкраща позиція у чарті | Найкраща позиція у чарті | Найкраща позиція у чарті | Альбом                           |
| Сингл                                                               | Рік  | NLD                      | AUT                      | BEL                      | FIN                      | FRA                      | GER                      | NOR                      | SWE                      | SWI                      | POL                      | HUN                      | UK                       | Альбом                           |
| ------------------------------------------------------------------- | ---- | ------------------------ | ------------------------ | ------------------------ | ------------------------ | ------------------------ | ------------------------ | ------------------------ | ------------------------ | ------------------------ | ------------------------ | ------------------------ | ------------------------ | -------------------------------- |
| «Restless»                                                          | 1997 | —                        | —                        | —                        | —                        | —                        | —                        | —                        | —                        | —                        | —                        | —                        | —                        | Enter                            |
| «Our Farewell»                                                      | 2001 | —                        | —                        | —                        | —                        | —                        | —                        | —                        | —                        | —                        | —                        | —                        | —                        | Mother Earth                     |
| «Ice Queen»                                                         | 2001 | 2                        | 53                       | 3                        | —                        | —                        | 21                       | —                        | —                        | —                        | —                        | —                        | —                        | Mother Earth                     |
| «Mother Earth»                                                      | 2002 | 15                       | —                        | 33                       | —                        | —                        | 14                       | —                        | —                        | 81                       | —                        | —                        | —                        | Mother Earth                     |
| «Running Up That Hill»                                              | 2003 | 7                        | 37                       | 48                       | —                        | —                        | 13                       | —                        | —                        | 83                       | —                        | —                        | —                        | Сингл без альбому                |
| «Stand My Ground»                                                   | 2004 | 5                        | 25                       | 9                        | 9                        | —                        | 13                       | 20                       | 21                       | 67                       | —                        | —                        | —                        | The Silent Force                 |
| «Memories»                                                          | 2005 | 18                       | 44                       | 26                       | 19                       | —                        | 17                       | —                        | —                        | 45                       | —                        | —                        | —                        | The Silent Force                 |
| «Angels»                                                            | 2005 | 8                        | 50                       | 41                       | 9                        | —                        | 25                       | —                        | —                        | —                        | —                        | —                        | —                        | The Silent Force                 |
| «What Have You Done» (за участю Міни Капуто)                        | 2007 | 7                        | 49                       | 49                       | 4                        | —                        | 32                       | —                        | 40                       | 36                       | —                        | —                        | 187                      | The Heart of Everything          |
| «Frozen»                                                            | 2007 | 11                       | —                        | —                        | —                        | 78                       | 64                       | —                        | —                        | —                        | —                        | —                        | —                        | The Heart of Everything          |
| «All I Need»                                                        | 2007 | 13                       | —                        | —                        | —                        | —                        | 78                       | —                        | —                        | —                        | —                        | —                        | —                        | The Heart of Everything          |
| «Forgiven»                                                          | 2008 | 9                        | —                        | —                        | —                        | —                        | 87                       | —                        | —                        | —                        | —                        | —                        | —                        | The Heart of Everything          |
| «Utopia» (за участю Кріса Джонса)                                   | 2009 | 52                       | —                        | 37                       | —                        | —                        | —                        | —                        | —                        | 88                       | 4                        | —                        | —                        | An Acoustic Night at the Theatre |
| «Faster»                                                            | 2011 | 11                       | —                        | 32                       | —                        | —                        | 48                       | —                        | —                        | —                        | —                        | —                        | —                        | The Unforgiving                  |
| «Sinéad»                                                            | 2011 | [ C ]                    | 37                       | 61                       | —                        | —                        | 64                       | —                        | —                        | —                        | —                        | —                        | —                        | The Unforgiving                  |
| «Shot in the Dark»                                                  | 2011 | [ D ]                    | —                        | 60                       | —                        | —                        | —                        | —                        | —                        | —                        | —                        | —                        | —                        | The Unforgiving                  |
| «Paradise (What About Us?)» (з участю Тар'я Турунен)                | 2013 | 80                       | —                        | —                        | [ E ]                    | 160                      | 81                       | —                        | —                        | 64                       | —                        | —                        | —                        | Hydra                            |
| «Dangerous» (за участю Говарда Джонса)                              | 2013 | —                        | —                        | —                        | —                        | —                        | —                        | —                        | —                        | —                        | —                        | —                        | —                        | Hydra                            |
| «Whole World Is Watching» (за участю Дейва Пірнера з Soul Asylum)   | 2014 | —                        | —                        | 59                       | —                        | —                        | —                        | —                        | —                        | —                        | 16                       | —                        | —                        | Hydra                            |
| «And We Run» (за участю Xzibit)                                     | 2014 | —                        | —                        | —                        | —                        | —                        | —                        | —                        | —                        | —                        | —                        | —                        | —                        | Hydra                            |
| «The Reckoning» (за участю Джейкобі Шеддікс з Papa Roach)           | 2018 | —                        | —                        | —                        | [ H ]                    | —                        | —                        | —                        | —                        | —                        | —                        | 20                       | —                        | Resist                           |
| «Raise Your Banner» (за участю Anders Fridén з In Flames)           | 2018 | —                        | —                        | —                        | —                        | —                        | —                        | —                        | —                        | —                        | —                        | —                        | —                        | Resist                           |
| «Firelight» (за участю Джаспера Стеверлінка з Arid)                 | 2018 | —                        | —                        | 85                       | —                        | —                        | —                        | —                        | —                        | —                        | —                        | —                        | —                        | Resist                           |
| «In Vain»                                                           | 2019 | —                        | —                        | [ I ]                    | [ J ]                    | —                        | —                        | —                        | —                        | —                        | —                        | —                        | —                        | Resist                           |
| «Entertain You»                                                     | 2020 | —                        | —                        | [ K ]                    | [ L ]                    | —                        | —                        | —                        | —                        | —                        | —                        | —                        | —                        | Bleed Out                        |
| «The Purge»                                                         | 2020 | —                        | —                        | [ M ]                    | —                        | —                        | —                        | —                        | —                        | —                        | —                        | —                        | —                        | Bleed Out                        |
| «Shed My Skin»                                                      | 2021 | —                        | —                        | —                        | —                        | —                        | —                        | —                        | —                        | —                        | —                        | —                        | —                        | Bleed Out                        |
| «Forsaken (The Aftermath)»                                          | 2021 | —                        | —                        | —                        | —                        | —                        | —                        | —                        | —                        | —                        | —                        | —                        | —                        | Сингл без альбому                |
| «Don't Pray for Me»                                                 | 2022 | —                        | —                        | —                        | —                        | —                        | —                        | —                        | —                        | —                        | —                        | —                        | —                        | Bleed Out                        |
| «The Fire Within»                                                   | 2022 | —                        | —                        | —                        | —                        | —                        | —                        | —                        | —                        | —                        | —                        | —                        | —                        | Сингл без альбому                |
| «Wireless»                                                          | 2023 | —                        | —                        | —                        | —                        | —                        |                          | —                        | —                        | —                        | —                        | —                        | —                        | Bleed Out                        |
| «Bleed Out»                                                         | 2023 | —                        | —                        | —                        | —                        | —                        | —                        | —                        | —                        | —                        | —                        | —                        |                          | Bleed Out                        |
| «Ritual»                                                            | 2023 | —                        | —                        | —                        | —                        | —                        | [ N ]                    | —                        | —                        | —                        | —                        | —                        |                          | Bleed Out                        |
| «A Fool's Parade»                                                   | 2024 | —                        | —                        | —                        | —                        | —                        | —                        | —                        | —                        | —                        | —                        | —                        | —                        | Сингл без альбому                |
| «—» позначає сингл, який не потрапив до чартів або не був випущений |      |                          |                          |                          |                          |                          |                          |                          |                          |                          |                          |                          |                          |                                  |

### Рекламні сингли
| Сингли                        | Рік  | Пікові позиції у чартах | Пікові позиції у чартах | Альбом               |
| Сингли                        | Рік  | НЛД                     | Ultratop                | Альбом               |
| ----------------------------- | ---- | ----------------------- | ----------------------- | -------------------- |
| «Never-ending Story»          | 2003 | —                       | —                       | Mother Earth         |
| «Jillian (I'd Give My Heart)» | 2005 | [ O ]                   | —                       | The Silent Force     |
| «Where Is the Edge»           | 2010 | —                       | —                       | The Unforgiving      |
| «Fire and Ice»                | 2010 | —                       | —                       | The Unforgiving      |
| «Crazy»                       | 2012 | 100                     | —                       | The Q-Music Sessions |
| «Grenade»                     | 2012 | 73                      | —                       | The Q-Music Sessions |
| «Edge of the World»           | 2014 | —                       | —                       | Hydra                |
| «Supernova»                   | 2019 | —                       | [ P ]                   | Resist               |
| «Mad World»                   | 2019 | —                       | —                       | Resist               |

## Інше
| Рік  | Назва                                   | Тип                                          | Пісня                         |
| ---- | --------------------------------------- | -------------------------------------------- | ----------------------------- |
| 2004 | Knights of the Temple: Infernal Crusade | Відеогра                                     | «Mother Earth»                |
| 2007 | Кров і шоколад                          | Трейлер фільму                               | «Stand My Ground»             |
| 2008 | Анатомія Грей                           | Промо серіал                                 | «What have you done»          |
| 2008 | The Chronicles of Spellborn             | Комп'ютерна гра                              | «The Howling»                 |
| 2008 | The Chronicles of Spellborn             | Комп'ютерна гра                              | «Sounds of Freedom»           |
| 2009 | Світовий тур Guitar Hero                | Відеогра: European Track Pack 04             | «What have you done»          |
| 2009 | Тюдори                                  | Промо серіал                                 | «The Truth Beneath The Rose»  |
| 2010 | Щоденники вампіра                       | Епізод телесеріалу: «Міс Містик Фоллз»       | «All I Need»                  |
| 2010 | Я та містер Джонс                       | Трейлер фільму                               | «Where Is the Edge»           |
| 2010 | Борджіа                                 | Серіал: Трейлер 1 сезону                     | «Jillian (I'd Give My Heart)» |
| 2012 | Ізабель                                 | Промо серіал                                 | «The Truth Beneath The Rose»  |
| 2020 | WWE SmackDown                           | Телесеріал: Особлива данина спадщині Гробаря | «The Reckoning»               |

## Виноски
1. ↑  «All I Need» не увійшла до UK Singles Chart, але зайняла 37 місце у UK Rock & Metal Singles Chart.[47]
2. ↑  «Faster» не увійшла до UK Singles Chart, але зайняла 6 місце у UK Rock & Metal Singles Chart.[48]
3. ↑  «Sinéad» не увійшла до Dutch Top 40, але зайняла 15 місце у Dutch Tipparade.[49]
4. ↑  «Shot in the Dark» не увійшла до Dutch Top 40, але зайняла 13 місце у Dutch Tipparade.[50]
5. ↑  «Paradise (What About Us?)» не увійшла до Finnish Singles Chart, але зайняла 13 місце у Finnish Download Charts.[51]
6. ↑  «Paradise (What About Us?)» не увійшла до UK Singles Chart, але зайняла 6 місце у UK Rock & Metal Singles Chart.[52]
7. ↑  «Whole World Is Watching» не увійшла до UK Singles Chart, але зайняла 34 місце у UK Rock & Metal Singles Chart.[53]
8. ↑  «The Reckoning» не увійшла до Finnish Single Charts, але зайняла 85 місце у Finnish Airplay Charts.[54]
9. ↑  «In Vain» не увійшла до Ultratop 50, але увійшла до чартів Ultratip Bubbling Under.[55]
10. ↑  «In Vain» не увійшла до Finnish Single Charts, але зайняла 66 місце у Finnish Airplay Charts.[56]
11. ↑  «Entertain You» не увійшла до Ultratop 50, але увійшла до чартів Ultratip Bubbling Under.[57]
12. ↑  «Entertain You» не увійшла до Finnish Single Charts, але зайняла 61 місце у Finnish Airplay Charts.[58]
13. ↑  «The Purge» не увійшла до Ultratop 50, але увійшла до чартів Ultratip Bubbling Under.[59]
14. ↑  Offizielle Download Charts Album - Musik Charts / MTV Germany.[60]
15. ↑  «Jillian» не увійшла до Dutch Top 40, але зайняла 9 місце у Dutch Tipparade.[61]
16. ↑  «Supernova» не увійшла до Ultratop 50, але увійшла до чартів Ultratip Bubbling Under.[62]